# Tombe de Segudet
La tombe de Segudet est un site préhistorique situé dans le village du même nom (paroisse d'Ordino) en Andorre.

## Localisation et découverte
Le village de Segudet se trouve à quelques centaines de mètres à l'est du centre-bourg d'Ordino dans le quart nord-ouest de l'Andorre,. La tombe se situe précisément au lieu-dit de Prat del Call à une altitude de 1 324 m,.
La découverte de la tombe a eu lieu en juin 2001 dans le cadre de fouilles réalisées avant la construction d'une école,. Des céramiques préhistoriques avaient déjà été trouvées dans la zone en 1990 ce qui avait conduit à une protection archéologique.

## L'individu de Segudet
La tombe contenait le squelette d'une femme adulte d'une trentaine d'années,, placé en décubitus latéral droit. Celle-ci était de stature plutôt robuste et de petite taille puisqu'elle mesurait 1,46 m. Le sexe a pu être déterminé essentiellement sur la morphologie de l'os coxal tandis que l'âge a pu être estimé notamment par les sutures crâniennes ainsi que la denture.
Une datation par le carbone 14 des os a estimé qu'elle avait vécu à la fin du Néolithique (période épicardiale), il y a environ 5 350 années,. Il en résulte que ces restes humains sont les plus anciens à avoir été mis au jour dans la principauté précédant de près d'un millénaire ceux découverts dans les tombes de Juberri,. Néanmoins des traces d'occupations plus anciennes ont été découvertes près d'Aixovall sur le site de la Balma de la Margineda.
À partir de l'une des canines supérieures il a été également possible d'extraire de l'ADN mitochondrial et d'en conclure que l'individu de Segudet appartenait à l'haplogroupe K dont la fréquence est par ailleurs particulièrement élevée de nos jours en Andorre et en Catalogne.

## Objets préhistoriques
Des objets accompagnaient le squelette, notamment des bracelets en coquillages ainsi que des céramiques,.

## Reconstitution du paléoenvironnement
Une étude palynologique à partir de la terre entourant le squelette a permis une reconstitution du paléoenvironnement de l'époque. Celle-ci a notamment démontré que les alentours étaient boisés,. Les principales essences dont les pollens ont été retrouvés sont le pin, le noisetier, le bouleau et le chêne. Enfin de nombreux pollens de graminées ont été mis en évidence.
L'étude du tartre dentaire a permis de retrouver des traces de consommation de céréales mais également de poisson préparé (truite fario).